# Saint-André (Marseille)
Pour les articles homonymes, voir Saint-André.
Saint-André, anciennement Séon Saint-André, est un quartier de Marseille, situé dans le 16e arrondissement et faisant partie des quartiers nord. 
Longtemps jumelé à Saint-Henri sous le nom de Séon, cet ancien village du terroir de Marseille devient à partir du XIXe siècle un lieu d'industrie, notamment autour de l'exploitation de carrières d'argile et d'usines de tuiles. Après la Seconde guerre mondiale, Saint-André est fortement touchée par la crise économique. C'est aujourd'hui un quartier essentiellement résidentiel.

## Toponymie
Le quartier est nommé d'après Saint André. Selon une tradition locale, la croix sur laquelle Saint-André fut crucifié, a été retrouvée à l’Abbaye Saint-Victor de Marseille, propriétaire des terres de ce quartier. Cette croix a été transportée et érigée au XIe siècle à Saint-André. Une église est dédiée à ce Saint.

## Géographie

### Limites du quartier
Le 10 juillet 1944 le conseil municipal de Marseille (916 T et 995 T aux archives municipales) approuve la nouvelle division cadastrale en 16 arrondissements et 111 quartiers de la ville. Il s'agissait d'intégrer le "terradou", c'est-à-dire la couronne de ville-campagne, l'arrière de la ville-port. Saint-André constitue une de ces divisions du territoire communal nord. Elle a une histoire séparatiste particulière. Avec l'Estaque et Saint-Henri, sous le nom de Séon, ces trois quartiers avaient tenté au milieu du XIXe siècle de créer une commune autonome, sans succès.

### Géologie et relief
Le terrain est constitué d'une plaine littorale, portion du bassin de Séon.

### Logement
Saint-André est également le nom d'un quartier prioritaire englobant une partie seulement du grand quartier. Articulé autour du boulevard Grawitz, il compte 1 562 habitants en 2018 pour un taux de pauvreté de près de 40 %. On y trouve près de 800 logements dont 22 % sociaux, ou encore 41 % de maisons.

### Voies de communication et transports
Les lignes de bus 25 et 36 desservent le noyau villageois vers les stations de métro Gèze et Bougainville respectivement.

## Histoire
- Si vous ne connaissez pas le sujet, laissez ce bandeau (vous pouvez alors contacter les auteurs).
- Si vous supprimez le contenu mis en cause (vous pouvez préalablement contacter les auteurs),

argumentez précisément cette suppression dans la page de discussion
(un manque de référence n'est pas un argument ; une recherche réelle de référence doit avoir été effectuée, être formellement documentée).

### Antiquité
L'histoire de Séon-Saint-André a été écrite par les érudits du XIXe siècle. Alfred Saurel, dans la banlieue de Marseille, en 1878, résume le savoir : « des restes de villa gallo-romaine, de fours de potiers et de cuves à vin, des tombes antiques autour de l'ancienne église datée de 1153, une seigneurie attestée dès 1298, un château des Tours propriété des Foresta ». L'archéologie ne pourra nous en apprendre plus, tant la terre et le relief ont été bouleversés par la gigantesque carrière d'argile et les usines.

### XIXesiècle
Le cadastre (section 6, feuille 11) représente Séon-Saint-André en 1820. Entre le chemin du littoral le long de la mer et le chemin de Saint-Louis au Rove au nord, il s'égrène dans la pente en suivant le cours du ruisseau Mariage : le hameau du bas, puis le bloc arrondi de l'église, cimetière et presbytère emboîtés, puis le hameau du haut sur le chemin entre quelques grands territoires bastidaires.
En 1862, quand la nouvelle église est inaugurée sur le chemin du haut, un quartier urbain se construit autour de deux boulevards orientés nord-sud, nouvellement lotis. Une usine a contribué à façonner cet urbanisme en éventail vers la mer, durant 30 ans.

### Les industries

#### L'usine Martin frères fabrique de l'urbain: Les boulevards Martin et Grawitz.
Le boulevard Labro a été ainsi nommé en 1945 à la mémoire d'un résistant. Il s'appelait Martin du nom du patron de l'usine située en bord de mer, l’usine Martin frères. Ce boulevard a été créé et loti pour loger les ouvriers des tuileries. L'augmentation des ouvriers fut brutale quand l'usine est passée au mode industriel. Quelques chiffres donnés par Yves Ratier, 1989, Tome 4 de l'Histoire du commerce et de l'industrie de Marseille :  « En 1842 les trois quartiers de Séon comptaient 60 fabriques de tuiles et briques et 700 ouvriers », soit une dizaine d'ouvriers par entreprise, il s'agit de fabrication artisanale. Dès l'achat des brevets et le développement industriel en 1844, l'usine Martin Frères passe à 100 ouvriers. « En 1872 les trois quartiers comptaient 94 fabriques et 1800 ouvriers » ; soit une estimation de 200 ouvriers de plus chez Martin Frères en 30 ans seulement. Vers le nord en direction du chemin de communication les terrains ont été achetés pour construire des habitations et les vendre. La nouvelle église est construite avec les fonds de la Mairie, des industriels et de l'Evéque Mazenod.  Sur ce boulevard, les Martin avait une parcelle de terrain qu'ils ont utilisé pour construire l'école des filles et la salle d'asile; les décors en terre cuite en façade montrent leurs savoir-faire artisanaux. 
 
Dans les années 1880 Alexis Grawitz reprend la tête de cette usine, il donne son nom au second boulevard, loti en parallèle au premier. Sur une parcelle, il crée la crèche pour les ouvrières, dite "Maison des Œuvres". Pour finir de comprendre cette nouvelle « ville », il faut ajouter le temps reconstruit par la sirène de l'usine, qui rythme autour des trois-huit le quotidien des êtres. Les magasins ouvrent à 5 heures du matin, dès la première sirène et suivent les entrées et sorties des ouvriers et ouvrières. Cet urbanisme industriel donne la dimension de l'usine dans le paysage et de ses bâtiments en bord de mer.   

#### La tuilerie briqueterie Martin frères de Séon-Saint-André
- Cadastre de 1820, parcelle 3100

En 1829 cette immense parcelle est une vigne appartenant à François Marcellin et Anne Sacoman son épouse elle jouxte une petite parcelle de graviers, une plage (parcelle 3101). La parcelle et sa maison semble avoir été vendues vers 1831 car en 1833 le bâti passe de 24 à 189 portes et fenêtres. Ce chiffre est énorme et ne peut être que celui d'une usine. Il s'agit du premier bâtiment de l'usine, parallèle au bord de mer et peu remanié jusqu'en 1900. Sur une photographie de la Chambre de Commerce, la façade compte 3 étages et 30 travées soit 90 fenêtres que l'on double sur l'arrière soit 180, auxquelles on ajoute les portes ce qui donne la dimension immense de ce bâtiment-cathédrale relié en arrière à d'autres fonctions, cheminées et bâtiments.
L'acheteur est Ange-Guillaume Martin, fabricant de poteries, 25 grand chemin d'Aix. En vérifiant sur l'indicateur marseillais de 1831 se trouve Martin Ainé, fabricant de poteries et creusets, même adresse. L'histoire de l'usine est possible. Une vieille famille d'artisans potiers avait leur atelier et bureau au chemin d'Aix avec leur carrière d'argile à Séon-Saint-andré à l'emplacement de ce qui sera leur maison de maître, derrière la vieille église. En 1831, l'ainé achète un immense terrain pour en faire une usine et un débarcadère. En 1844 il achète le brevet de la tuile plate et la fabrique industriellement pour preuve : en 1844 la parcelle 3 100 passe à « Louis gabriel Martin frères, brevet ». En 1855 la parcelle 3 100 est notée « tuilerie à vapeur et logement Martin frères ».  
- 5 M 443

Le 26 juin 1857, autorisation du préfet « pour l'installation d'une machine à vapeur de la force de 15 chevaux dans la fabrique de tuiles et de briques Martin Frères située au quartier Séon Saint-André ».  Yves Ratier : « on sait que les premières tuiles ont été faites par la tuilerie Martin frères sur un modèle très voisin de celui des Ets Gilardoni en Alsace dont elles avaient acquis le brevet vers 1844 ». Ce brevet fut déposé le 25 mars 1841 par Joseph et Xavier Gilardoni puis un second brevet pour un second modèle de tuiles en 1850, primé aux expositions universelles. Les tuiliers les plus en pointe achetèrent cette licence.
- 5 M 443

Autorisation du préfet le 16 avril 1860 « de placer une chaudière à vapeur dans la tuilerie qu'ils exploitent au quartier Séon-Saint-André, banlieue de Marseille ». La chaudière est la seconde cheminée c'est elle qui fait fonctionner les presses et les machines de levage.
- 5 M 295

En marge du dossier « ateliers insalubres, 2d classe, fabriques de tuiles et de briques, les sieurs Martin frères autorisation, avis favorable du maire et du conseil d'hygiène, expédié le 9 octobre 1865 [...] Nous Sénateur ... vu la demande des sieurs Martin frères de continuer à exploiter leur fabrique de tuiles et de briques, composée actuellement de 6 fours et d'établir 2 nouveaux fours, vu les P.V. d'enquêtes, vu les avis favorables, vu le décret du 15 octobre 1810 arrêtons: 
- - article 1... les fours seront munis d'une cheminée dont la hauteur devra dépasser le faîte des maisons voisines, on devra mettre les feux aux fours le soir et on ne pourra commencer les petits feux qu'avec du bois
  - article 2 : ...autorisation cesse si rien de fait dans un délai de 6 mois.
  - article 3 : présent arrêté transmis au maire de Marseille chargé de la notifier et en assurer l'exécution/ signé marseille le 2 octobre 1865 ».
- Dans le cadastre de 1874, la parcelle passe de Martin Louis, Henri, Amédée et hoirs Martin Adèle au seul Henri Marius Martin, en 1876 elle passe à S.A. des anciennes tuileries Martin frères, en 1882 y est inscrit : fours, séchoirs, hangars.  * 5 M 295

1er décembre 1873, autorisation du maire en marge. Texte :  « nous préfet des B du R... vue la demande formulée par le sieur Henri Martin d'autorisation d'établir un grand four à briques en remplacement de 4 fours de moindre capacité dans sa propriété sise SSA, vu les avis favorables...
- - article 1 : le four devra être placé sous un hangar fermé, la fumée s'échappera par une cheminée d'appel ayant un tirage suffisant et dépassant dans un rayon de 100 mètres le faîte des maisons... donner à cette cheminée au moins 5 mètres d'élévation au-dessus du sol... le feux devra être allumé qu'à minuit... le 16 juillet 1873, le préfet ».
- 5 M 446

21 juin 1882, « Demande d’Alexis Grawitz, directeur de la société les anciennes tuileries Martin Frères d'établir la chaudière construite par Stafard et Duclos...pour la briqueterie... service moteurs 50 chevaux ... » ; cadastre de 1902 la parcelle 3 100 est propriété de la Société Générale des Tuileries de Marseille SGTM, siège 2 rue de la République. Ce bâtiment brûle en 1920, à sa reconstruction elle prend le nom de Joseph  Fenouil. En 1922, la marque des tuiles produite est toujours le papillon des frères Martin.  
- 2 066 W 20 et 47, les plans cadastraux de 1956 puis rénovés montre l'usine toujours en place. Elle ne sera détruite qu'en 1985 lorsqu'elle est vendue par la Société des Tuileries de Marseille et de la Méditerranée (TMM) à la SAHLM Nice-Habitat pour créer la cité d'habitations des tuileries et la zone d'activité dans le cadre de la ZAD.

#### À venir
- 1943, l'usine collaboratrice, disparition des sources institutionnelles. L'armée allemande passe commande de « fusées céramiques » un nouveau brevet acheté par l'usine (L'Homme et l'Architecture no 5-6, 1945) qui permet de fabriquer des briques creuses en forme de bouteilles emboîtables pour construire des voûtes: sources orales d'ex-ouvrières de l'usine qui ont fabriqué ces fusées (dont Reine Mariani). Cette activité permet à l'usine de ne pas fermer durant la guerre. En 1945 le stock des fusées est récupéré par l'architecte F. Pouillon (Mémoires d'un architecte, 1968, p. 39). Elles serviront à construire les baraques du camp du Grand Aréna, commandées par l'armée américaine.
- 2011, L'association Ancrages croise l'histoire des tuiliers de Saint André avec celles de la main d’œuvre étrangère s’étant succédé sur les tuileries jusqu’à leur fermeture travailleurs italiens, kabyles puis sénégalais. En 2011, Samia Chabani présente le site de l'ex-usine devenue citée dans le cadre de l'Hôtel du Nord lors des journées européennes du patrimoine des 17 et 18 septembre 2011.

## Culture et patrimoine
- École élémentaire Saint-André-Condorcet, édifice construit par René Egger et Fernand Pouillon en 1952, labellisé « Patrimoine du XXe siècle »[3],[4].
- École des Sœurs, au 11 boulevard Jean Labro, édifice construit au XIXe siècle, actuellement Maison Municipale d'Arrondissement. Témoignage de l'activité d'industrie tuilière du quartier.
- Maison des Œuvres, boulevard Grawitz. Contemporaine de l'école, cette maison a rempli le rôle de foyer populaire, de dispensaire, puis de salle de spectacle au XXe siècle.
- Bastide "l'Emilienne", 60 boulevard Jean Labro, édifiée au milieu du XIXe siècle. Ancienne maison de maître de la famille Martin, propriétaires des Tuileries Martin.

## Population et société

### Démographie
Les chiffres de population avant 1990 sont extraits de Carvin 1994, p. 194, pour Saint-André seul (et non Séon) d'après les estimations de Reynaud et Saurel. À partir de 1990, les chiffres correspondent aux recensements de l'INSEE pour la zone « Saint-André ».
| 1820 | 1846 | 1866  | 1872  | 1876  | 1899  | 1909  | 1911  |
| ---- | ---- | ----- | ----- | ----- | ----- | ----- | ----- |
| 486  | 730  | 1 620 | 1 741 | 1 823 | 3 197 | 4 787 | 4 387 |

| 1931  | 1954  | 1968  | 1975  | 1982  | 1990  | 1999  | 2006  |
| ----- | ----- | ----- | ----- | ----- | ----- | ----- | ----- |
| 7 005 | 7 931 | 6 187 | 6 260 | 4 872 | 4 666 | 4 009 | 5 012 |

### Représentation municipale et politique
Le quartier de Saint André forme, avec les quartiers de Saint Henri, l'Estaque, les Riaux, le 16e arrondissement de Marseille. Avec le 15e arrondissement voisin, ils forment le 8e secteur du découpage municipal marseillais. Reconduite en 2014, la sénatrice Samia Ghali est la maire PS de ce secteur. Le 29 septembre 2017, elle est remplacée par Roger Ruzé, et reste sénatrice.